# Hydrillodes uliginosalis
Hydrillodes uliginosalis là một loài bướm đêm trong họ Noctuidae.